# Leges ecclesiasticae
A Leges ecclesiasticae Batthyány Ignác püspök mindmáig leggyakrabban idézett műve, amelynek bevezetőjéből és kritikai apparátusából ismerhető meg leghitelesebben a püspök történetkutatói koncepciója, módszere és egész tudományos arzenálja. Értékes pecséttani és heraldikai forrás, melyet Nagy Iván is felhasznált.
A mű eredeti címe: Leges ecclesiasticae Regni Hungariae et provinciarum ei adiacentium.
Első kötetét 1785-ben ő maga rendezte sajtó alá, míg a II. és III. köteteket a hátramaradt kéziratok alapján Szepesy Ignác püspök 1827-ben.